# 和泉亨
和泉亨（いずみとおる、1989年8月12日 - ）は、日本のマンドリン奏者。
同志社香里中学校マンドリンクラブに入部、セカンドトップ、コンサートマスターなどを歴任し、その後2007年に同志社大学商学部に入学。現在はARTE MANDOLINISTICAにてコンサートマスターなどを務める。
井上泰信、ARTE MANDOLINISTICAが主催する第3回大阪国際マンドリンコンクールで第3位入賞。2010年8月22日開催の日本マンドリン独奏コンクールで第1位を獲得。
マンドリンを井上泰信に師事。